# WooCommerce

Логотип WooCommerce

WooCommerce — це плагін для електронної комерції з відкритим кодом для WordPress . Він призначений для інтернет-продавців малого та великого розміру за допомогою WordPress. Запущений 27 вересня 2011 року, плагін швидко став популярним завдяки своїй простоті встановлення та налаштування і безкоштовного базового продукту.

## Історія
WooCommerce вперше був розроблений розробником тем WordPress WooThemes, який найняв Майка Джоллі та Джеймса Костера, розробників Jigowatt, для роботи над форком Jigoshop, який став WooCommerce. У січні 2020 року було підраховано, що WooCommerce використовується близько на 3,9 мільйона вебсайтів.
У грудні 2020 року WooCommerce придбала MailPoet, популярний плагін керування інформаційними бюлетенями WordPress.

## Партнери та інтеграції
WooCommerce має багато партнерів та інтеграцій, серед яких Google, Facebook, Amazon, Firmao CRM, Paypal, Pinterest, Klarna, Fedex, DHL, Patreon.